# Дімов Михайло Михайлович
Михайло Михайлович Дімов (нар. 11 липня 1990, Одеса) — український співак.

## Біографія
Михайло народився 11 липня 1990 року в місті Одеса в сім'ї музиканта Михайла Петровича та вчительки Лариси Василівни. Проте, через рік після його народження сім'я переїхала до міста Татарбунари, де Михайло і почав свої перші творчі кроки. Під час навчання в школі, Михайло активно брав участь в різноманітних дитячих конкурсах, де неодноразово перемагав. Також займався спортивною діяльністю, зокрема активно грав в футбол на позиції голкіпера.
В певний період життя Михайлові довелось зробити вибір: музика або футбол. Вибір був важким, але Михайло зробив його на користь музичної освіти і закінчив музичну школу по класу фортепіано. Завдяки перемозі в регіональному конкурсі у Білгороді-Дністровському 2007 року екстерном вступає до Південноукраїнського національного педагогічного університету ім. К. Д. Ушинського.
В період з 2007 по 2010 рік бере участь в різноманітних українських та міжнорадних вокальних конкурсах.
2010 року перемагає у Всеукраїнській студентській олімпіаді в категорії "Музичне мистецтво".
2011 року отримує шанс на сцені шоу "Народна зірка - 4" в ефірі телеканалу "Україна" разом з російською співачкою Поліною Гагаріною. Пара посіла друге місце, поступившись у фіналі.
Влітку 2011 року записує дебютний сингл під назвою "В невесомости" та вперше виступає з сольною програмою.
2013 року виконує роль оповідача в рок-опері "Нить Ариадны" Євгена Лапейка на сцені Одеського академічного театру музичної комедії імені М. Водяного.
2015 року отримує запрошення виконати роль П'єра Гренгуара в концертній версії мюзиклу "Нотр-Дам де Парі" разом з учасниками шоу "Голос Країни" та "Ікс-Фактор".
2019 року проходить сліпі прослуховування на шоу "Голос Країни" завдяки пісні My Baby You Марка Ентоні. В наступному турі виконує лемківську пісню "В темну нічку" разом з відомою співачкою Оксаною Мухою.
2022 року брав участь в міжнародному українсько-польському музичному проєкті «10 тенорів».

## Особисте життя
Михайло одружений та виховує 5-річного сина Ростислава.